# Клеменс, Уильям
Уильям Клеменс (англ. William Clemens; 10 сентября 1905 — 29 апреля 1980) — американский кинорежиссёр 1930—1940-х годов.
Среди наиболее популярных фильмов Клеменса — два фильма из цикла об адвокате Перри Мейсоне 1936—1937 годов, четыре детективных комедии из цикла о сыщице-любительнице Нэнси Дрю 1938—1939 годов, «Школа преступности» (1938), «Остров Дьявола» (1939), три фильма о частном детективе по прозвищу Сокол 1943—1944 годов и «Тринадцатый час» (1947).

## Биография
Уильям Клеменс родился 10 сентября 1905 года в городе Сагино, Мичиган, США. В начале 1930-х годов Клеменс поступил на работу на студию Warner Bros как монтажёр. В период с 1931 по 1936 год Клеменс выступил монтажёром 21 фильма, среди которых «Легко любить» (1934) с Адольфом Менжу «Счастье впереди» (1934) с Диком Пауэллом, «Доктор Моника» (1934) с Кэй Фрэнсис, «Мисс Глори» (1935) с Мэрион Дэвис и «Я нашёл Стеллу Пэриш» (1935) снова с Кэй Фрэнсис.
В 1936 году Клмеменс подписал с Warner Brothers пятилетний контракт, по которому работал в подразделении фильмов В студии, ставя до пяти фильмов в год.
В первый год работы в качестве режиссёра Клеменс поставил шесть фильмов, наиболее значимыми среди которых стали криминальные комедии с участием Уоррена Уильяма в роли Перри Мейсона «Дело о бархатных коготках» (1936), «Охота на человека» (1936) с участием Рикардо Кортеса и Маргарит Чёрчилль и «Закон в её руках» (1936) с участием Маргарет Линдси и Гленды Фаррелл.
В 1937 году на счету Клеменса было пять фильмов, в том числе судебная драма «Дело о заикающемся епископе» (1937) с Дональдом Вудсом в роли Перри Мейсона и Энн Дворак в роли его секретарши Деллы Стрит. По мнению современного критика Ханса Воллстейна, «хотя этот детектив немного переусложнён, однако квалифицированный режиссёр Клеменс заставляет аудиторию гадать на протяжении всего фильма, а производственные качества картины типичны для продукции категории В крупной студии»
Год спустя Клеменс (совместно с Льюисом Сейлером) поставил криминальную мелодраму «Школа преступности» (1938) с участием Хамфри Богарта и молодёжной уличной шайки Парни из Тупика, а также пятую из девяти криминальных комедий цикла о девушке-репортёре и детективе-любителе Торчи Блейн — «Торчи Блейн в Панаме» (1938) — с участием Лолы Лейн в заглавной роли и Пола Келли в роли её приятеля, полицейского детектива Стива Макбрайда.
В том же году Клменес начал работу над циклом из четырёх фильмов о Нэнси Дрю. Героиня первоначально задумывалась как изысканная молодая девушка и с хорошими манерами, которая должна служить примером для молоденьких девочек. Однако в экранизациях книг о Нэнси Дрю студии Warner Bros., её образ был изменён согласно велениям времени, сделав из неё пылкую и импульсивную сыщицу, которая никогда не послушает отца ради того, чтобы разгадать очередную тайну. Бодрая и жизнерадостная Бонита Грэнвилл сыграла Нэнси как нервного и инициативного человека, который ездит на родстере последней модели и использует романтический интерес к ней со стороны немного поверхностного, но полного воображения, соседского мальчика Тедп Никерсона (Фрэнки Томас). В критической ситуации Тед демонстрирует свои бойскаутские навыки, используя азбуку Морзе или свои знания в горнодобыче, чтобы помочь спасти положение.
Все четыре фильма представляют собой хорошо проработанное и умно выстроенное зрелище. Сами загадки довольно простые, однако самое интересное заключается в том, как Нэнси разгадывает каждое дело с победоносной улыбкой и со своими коварными, бесчестными и незаконными, но всегда такими милыми методами! Когда она просит Теда о невинной услуге, это всегда приводит к борьбе не на жизнь, а на смерть с вооружёнными убийцами, сумасшедшим полётам на самолёте и смелым путешествиям по таинственными туннелям. Конечно, фильмы устарели, тем не менее они пробуждают ностальгию по простым временам, или голливудскую фантазию о более простых временах. В фильме «Нэнси Дрю, детектив» (1938) похищают милую пожилую леди, чтобы не дать ей возможность передать свои средства школе, где учится Нэнси. В «Нэнси Дрю, репортёр» (1939) она выигрывает конкурс на право поработать в газете несколько дней, вместо этого используя своё положение для расследования таинственного отравления. Эта милая нечестность приводит в милому проникновению в чужой дом и похищению ключевой улики. В «Нэнси Дрю, спасительнице» (1939) семья Нэнси с отцом отправляется на озеро, чтобы помочь снять со старого знакомого обвинения в убийстве. Четвёртый фильм «Нэнси Дрю и потайная лестница» (1939) представляет собой более традиционный детектив, где в запертом доме с двумя милыми старушками совершается убийство, и Нэнси надо проникнуть внутрь, чтобы загнать убийцу в ловушку. Теду приходится забыть о своих знаниях и открыть огонь, а в финале происходит увлекательная и смешная борьба в секретном тоннеле, заполняемом водой. Картину «Нэнси Дрю и потайная лестница» (1939) историк кино Крейг Батлер назвал, вероятно, лучшей картиной этого цикла с участием Бониты Грэнвилл. Она обладает невероятным по объёму содержанием для фильма в 60 минут, в результате «очень многое происходит в этом чрезвычайно насыщенном фильме, что очень хорошо». Так как если будет время задуматься о том, что происходит, можно решить, что сюжет немного надуманный и искусственный. К счастью, «Клеменс держит ход картины под контролем, обеспечивая стремительный монтаж и не забывая добавить немного атмосферы или немного попугать зрителя. Это не выдающийся фильм, но очень забавный»
В 1939 году Клеменс поставил драматический фильм «Остров Дьявола» (1940), в котором врач (Борис Карлофф), несправедливо приговорённый к пожизненному заключению на Острове Дьявола, начинает возмущаться царящими там порядками, что впрямую несёт угрозу его жизни. Однако, в итоге он оказывается единственным человеком на острове, кто способен спасти дочь коменданта, сделав ей операцию. По мнению Босли Краузера из «Нью-Йорк таймс», фильм «не говорит ничего нового о варварских условиях, которые, как считается, господствуют в этой французской исправительной колонии… Там, где камера демонстрирует зрителю жестокость, причиняемую заключенным, драма свирепо реалистична. Однако когда осужденные совершают традиционный прорыв к свободе через Атлантику в открытой лодке, напряжение спадает, и история увязает в трясине обычной мелодрамы».
Среди последующих картин Клеменса наиболее заметными стали «Вызывая Фило Вэнса» (1940) с Джеймсом Стивенсоном в заглавной роли частного детектива, экшн-мелодрама «Король лесорубов» (1940) с Джоном Пейном, комедия «Она не могла сказать „нет“» (1940), криминальная мелодрама «Ночь 16-го января» (1941) с Робертом Престоном и Эллен Дрю и спортивная мелодрама «Нокаут» (1941) с Артуром Кеннеди в главной роли и детектив «Ночь в Новом Орлеане» (1942) с Престоном Фостером в главной роли.
В 1943—1944 годах Клеменс поставил на студии RKO Pictures три фильма из киносериала о частном детективе Томе Лоуренсе, по прозвищу Сокол (роль которого сыграл Том Конуэй). Первым фильмом серии стал «Сокол в опасности» (1943), за которым последовали «Сокол и студентки» (1943) и «Сокол направляется на Запад» (1944). Фильм «Сокол и студентки» (1943), который был в общей сложности седьмым в цикле о знаменитом детективе, кинокритик Деннис Шварц оценил как «доставляющий большое наслаждение». По словам критика, Клеменс «мастерски справляется с постановкой, а оператор Джей Рой Хант отлично передаёт атмосферу страха в кампусе элитного колледжа для девочек».
Свою карьеру Клеменс завершил постановкой фильма нуар «Тринадцатый час» (1947) из серии о Свистуне на студии Columbia Pictures. Главной герой этой картины, добропорядочный водитель грузовика (Ричард Дикс) попадает в автоаварию, после которой неожиданно для себя оказывается втянутым в серию преступлений, включающих угон автотранспорта, торговлю крадеными автомобилями, кражу бриллиантов и шантаж. Как отметила современный историк кино Сандра Бреннан, «в этой драме бизнес грузового перевозчика почти уничтожен после того, как его ошибочно обвиняют в убийстве полицейского, с которым у него незадолго до того возникла ссора». По мнению Артура Лайонса, это «плотно сделанный и напряжённый фильм», а Майкл Кини заключил, что это «довольно стандартный материал, и, к сожалению, последний фильм для Дикса», который по состоянию здоровья был вынужден завершить карьеру. 
В связи с тем, что к началу 1950-х годов крупные кинокомпании стали отказываться от производства фильмов категории В, Клеменс фактически остался не у дел и предпочёл завершить карьеру.

## Смерть
Уильям Клеменс умер 29 апреля 1980 года в возрасте 74 лет в округе Лос-Анджелес, Калифорния, США

## Фильмография
| Год  | Название                        | Оригинальное название               | Фильм / телесериал     | В каком качестве участвовал             |
| ---- | ------------------------------- | ----------------------------------- | ---------------------- | --------------------------------------- |
| 1931 | За убийство                     | Up for Murder                       | Фильм                  | Монтажёр (в титрах не указан)           |
| 1931 | Суда судьбы                     | Freighters of Destiny               | Фильм                  | Монтажёр                                |
| 1932 | Призрачное золото               | Haunted Gold                        | Фильм                  | Монтажёр                                |
| 1932 | Оседлай его, ковбой             | Ride Him, Cowboy                    | Фильм                  | Монтажёр                                |
| 1932 | За Скалистыми горами            | Beyond the Rockies                  | Фильм                  | Монтажёр                                |
| 1932 | Долина призраков                | Ghost Valley                        | Фильм                  | Монтажёр                                |
| 1932 | Разрушитель в седле             | The Saddle Buster                   | Фильм                  | Монтажёр                                |
| 1933 | Из штаба                        | From Headquarters                   | Фильм                  | Монтажёр                                |
| 1933 | Человек из Монтерея             | The Man from Monterey               | Фильм                  | Монтажёр                                |
| 1933 | Где-то в Соноре                 | Somewhere in Sonora                 | Фильм                  | Монтажёр                                |
| 1933 | Путь телеграфа                  | The Telegraph Trail                 | Фильм                  | Монтажёр                                |
| 1934 | Счастье впереди                 | Happiness Ahead                     | Фильм                  | Монтажёр                                |
| 1934 | Принцесса Канзас-Сити           | Kansas City Princess                | Фильм                  | Монтажёр                                |
| 1934 | Доктор Моника                   | Dr. Monica                          | Фильм                  | Монтажёр                                |
| 1934 | Журнал преступлений             | Journal of a Crime                  | Фильм                  | Монтажёр                                |
| 1934 | Легко любить                    | Easy to Love                        | Фильм                  | Монтажёр                                |
| 1935 | Я нашёл Стеллу Периш            | I Found Stella Parish               | Фильм                  | Монтажёр                                |
| 1935 | Мисс Глори                      | Miss Glory                          | Фильм                  | Монтажёр                                |
| 1935 | Масло для китайских ламп        | Oil for the Lamps of China          | Фильм                  | Монтажёр                                |
| 1935 | Дьяволы в воздухе               | Devil Dogs of the Air               | Фильм                  | Монтажёр                                |
| 1936 | Убийство мистера Харригана      | The Murder of Dr. Harrigan          | Фильм                  | Монтажёр                                |
| 1936 | А вот и Картер                  | Here Comes Carter                   | Фильм                  | Режиссёр                                |
| 1936 | Дело о бархатных коготках       | The Case of the Velvet Claws        | Фильм                  | Режиссёр                                |
| 1936 | На финишной прямой              | Down the Stretch                    | Фильм                  | Режиссёр                                |
| 1936 | Закон в её руках                | The Law in Her Hands                | Фильм                  | Режиссёр                                |
| 1936 | Охота на человека               | Man Hunt                            | Фильм                  | Режиссёр                                |
| 1936 | Воскресное собрание             | The Sunday Round-Up                 | Короткометражный фильм | Режиссёр                                |
| 1937 | Дело о заикающемся епископе     | The Case of the Stuttering Bishop   | Фильм                  | Режиссёр                                |
| 1937 | Вольная наследница              | The Footloose Heiress               | Фильм                  | Режиссёр                                |
| 1937 | Missing Witnesses               | The Footloose Heiress               | Фильм                  | Режиссёр                                |
| 1937 | Раз ты врач                     | Once a Doctor                       | Фильм                  | Режиссёр                                |
| 1937 | Скаут по поиску талантов        | Talent Scout                        | Фильм                  | Режиссёр                                |
| 1938 | Несчастные случаи последуют     | Accidents Will Happen               | Фильм                  | Режиссёр                                |
| 1938 | Школа преступности              | Crime School                        | Фильм                  | Режиссёр (в титрах не указан)           |
| 1938 | Мистер Чамп                     | Mr. Chump                           | Фильм                  | Режиссёр                                |
| 1938 | Нэнси Дрю — Детектив            | Nancy Drew: Detective               | Фильм                  | Режиссёр                                |
| 1938 | Торчи Блейн в Панаме            | Torchy Blane in Panama              | Фильм                  | Режиссёр                                |
| 1939 | На параде                       | On Dress Parade                     | Фильм                  | Режиссёр                                |
| 1939 | Нэнси Дрю и потайная лестница   | Nancy Drew and the Hidden Staircase | Фильм                  | Режиссёр                                |
| 1939 | Нэнси Дрю… Репортер             | Nancy Drew… Reporter                | Фильм                  | Режиссёр                                |
| 1939 | Нэнси Дрю… Решает проблемы      | Nancy Drew… Trouble Shooter         | Фильм                  | Режиссёр                                |
| 1939 | Остров Дьявола                  | Devil’s Island                      | Фильм                  | Режиссёр                                |
| 1940 | Вызывается Фило Ванс            | Calling Philo Vance                 | Фильм                  | Режиссёр                                |
| 1940 | Король лесорубов                | King of the Lumberjacks             | Фильм                  | Режиссёр, продюсер (в титрах не указан) |
| 1940 | Она не могла сказать нет        | She Couldn’t Say No                 | Фильм                  | Режиссёр                                |
| 1941 | Нокаут                          | Knockout                            | Фильм                  | Режиссёр                                |
| 1941 | Ночью 16-го января              | The Night of January 16th           | Фильм                  | Режиссёр                                |
| 1942 | Ночь в Новом Орлеане            | Night in New Orleans                | Фильм                  | Режиссёр                                |
| 1942 | Девушка в свитере               | Sweater Girl                        | Фильм                  | Режиссёр                                |
| 1943 | Леди-телохранитель              | Lady Bodyguard                      | Фильм                  | Режиссёр                                |
| 1943 | Сокол и студентки               | The Falcon and the Co-eds           | Фильм                  | Режиссёр                                |
| 1943 | Сокол в опасности               | The Falcon in Danger                | Фильм                  | Режиссёр                                |
| 1944 | Ночное преступление             | Crime by Night                      | ! Фильм                | Режиссёр                                |
| 1944 | Сокол на Западе                 | The Falcon Out West                 | Фильм                  | Режиссёр                                |
| 1946 | Музыкальные товарищи по кораблю | Musical Shipmates                   | Короткометражный фильм | Режиссёр                                |
| 1947 | Тринадцатый час                 | The Thirteenth Hour                 | Фильм                  | Режиссёр                                |